# Kralje
Kralje (Краље) este un sat din comuna Andrijevica, Muntenegru. Conform datelor de la recensământul din 2003, localitatea are 228 de locuitori (la recensământul din 1991 erau 279 de locuitori).

## Demografie
În satul Kralje locuiesc 172 de persoane adulte, iar vârsta medie a populației este de 37,5 de ani (37,2 la bărbați și 37,9 la femei). În localitate sunt 70 de gospodării, iar numărul mediu de membri în gospodărie este de 3,26.
Această localitate este populată majoritar de sârbi (conform recensământului din 2003).
| Kralje              |      |      |      |      |      |
| Etnie \ recensământ | 2003 | 1991 | 1981 | 1971 | 1961 |
| Sârbi               | 173  | 105  | 4    | 156  | 3    |
| Muntenegreni        | 50   | 168  | 252  | 126  | 342  |
| Iugoslavi           |      | 1    | 3    |      |      |
| Musulmani           |      | 3    | 2    |      |      |
| Macedoneni          |      |      |      |      | 1    |
| Alții / necunoscut  | 1    |      |      |      |      |
| Total               | '    | 279  | 269  | 298  | 351  |

|  |

| Demografie | Demografie | Demografie |
| An         | Locuitori  | Locuitori  |
| ---------- | ---------- | ---------- |
|            |            |            |
|            |            |            |
|            |            |            |
|            |            |            |
| 1948       | 426        |            |
| 1953       | 384        |            |
| 1961       | 351        |            |
| 1971       | 298        |            |
| 1981       | 269        |            |
| 1991       | 279        | 263        |
| 2003       | 268        | 228        |

| \| Componența etnică conform recensământului din 2003[2] \| Componența etnică conform recensământului din 2003[2] \| Componența etnică conform recensământului din 2003[2] \| Componența etnică conform recensământului din 2003[2] \| Componența etnică conform recensământului din 2003[2] \| \| ----------------------------------------------------- \| ----------------------------------------------------- \| ----------------------------------------------------- \| ----------------------------------------------------- \| ----------------------------------------------------- \| \| \| \| \| \| \| \| Sârbi \| Sârbi \| \| 173 \| 75,87% \| \| Muntenegreni \| Muntenegreni \| \| 50 \| 21,92% \| \| necunoscută \| necunoscută \| \| 1 \| 0,43% \| |              |  |     |        |
| Componența etnică conform recensământului din 2003 |              |  |     |        |
| |              |  |     |        |
| Sârbi | Sârbi        |  | 173 | 75,87% |
| Muntenegreni | Muntenegreni |  | 50  | 21,92% |
| necunoscută | necunoscută  |  | 1   | 0,43%  |